# Aphalara purpurascens
Aphalara purpurascens är en insektsart som först beskrevs av Hartig 1841.  I den svenska databasen Dyntaxa används istället namnet Aphalara crispicola. Aphalara purpurascens ingår i släktet Aphalara och familjen rundbladloppor. Arten är reproducerande i Sverige. Inga underarter finns listade i Catalogue of Life.